# Муссон (малый ракетный корабль)
«Муссон» — советский малый ракетный корабль проекта 1234, семнадцатый корабль этого проекта и третий корабль проекта 1234, вступивший в состав Тихоокеанского флота.

## История строительства
Заложен 14 июля 1975 года на Владивостокском ССЗ (заводской № С-1003). Кораблю было присвоено название 14 апреля 1976 года; спуск на воду состоялся 1 июля 1981 года; 30 декабря «Муссон» был принят флотом и 9 февраля 1982 года был зачислен в списки кораблей Тихоокеанского флота.

## Служба

### Служба в 1982—1986 годах
С 1982 года «Муссон» входил в состав 192-го дивизиона малых ракетных кораблей 165-й бригады ракетных катеров Приморской флотилии разнородных сил. Первым командиром стал С. Кашуба, вторым — В. Филиппов. Под его командованием корабль нес боевую службу в Камрани. После отъезда его на учёбу в Военно-морскую академию командиром был назначен Рекиш В. Передовой корабль соединения, за годы службы корабль прошёл тысячи морских миль, выполнив на «отлично» пять ракетных стрельб. В 1985 году БЧ-1 «Муссона» была признана лучшей в дивизионе, а лучшим специалистом части стал штурман МРК старший лейтенант В. Чичин.

### Гибель
16 апреля 1987 года «Муссон», находясь на флотских учениях, был поражён учебной ракетой-мишенью РМ-15М, запущенной с ракетного катера Р-42 с расстояния 21 км (средствами самообороны корабля ракету-мишень отразить не удалось; по некоторым сведениям, по ракете-мишени было последовательно выпущено две ЗУР "Оса-АКМ", однако поражение осколками этих ЗУР не вывело из строя систему управления ракетой-мишенью, возгорания топлива не произошло, а БЧ в таких ракетах инертная). Эта официальная версия нуждается в тщательной проверке с последующим опровержением. На самом деле, с подавляющей вероятностью, подтверждённой выписками из боевых документов кораблей, участвующих в учении, фотоснимками и расчётами, в МРК попала ракета-мишень РМ-15, выпущенная с ракетного катера Р-87 с дальности 136 кбт (25,2 км). Ракета-мишень РМ-15м, выпущенная с ракетного катера Р-42, на самом деле прошла над МРК "Вихрь", что подтверждается имеемыми документами и показаниями свидетелей.
Ракета пронзила левый борт надстройки «Муссона»; горючее и окислитель, смешавшись при разрушении ракеты, воспламенились. В огне мгновенно погибли находившиеся на главном командном посту командир корабля капитан 3-го ранга Виктор Рекиш, первый заместитель командующего объединением капитан 1-го ранга Ринат Тимирханов, командир дивизиона кораблей капитан 2-го ранга Николай Кимасов и ряд других офицеров, мичманов, старшин и матросов. Старшим на объятом пламенем «Муссоне» остался помощник командира корабля капитан-лейтенант Игорь Голдобин. Получив при взрыве травму позвоночника, перелом ноги и ожог руки, он тем не менее остался в строю, возглавив вместе с замполитом старшим лейтенантом Василием Загоруйко сначала борьбу с огнём, а затем и организацию спасения оставшихся в живых людей.
Пожар быстро охватывал корабль (чему способствовало применение в конструкции корабля алюминиево-магниевого сплава); вышли из строя системы пожаротушения, корабль обесточился, была потеряна внутрикорабельная связь. Борьба за живучесть корабля продолжалась с 18:43 до полуночи, когда он, полностью выгорев, потерял плавучесть и затонул на глубине 2900 м в 33 морских милях к югу от о. Аскольд в точке с координатами 42°11′ с. ш. 132°27′ в. д.. Положение осложнялось тем, что, опасаясь взрыва боезапаса на «Муссоне», командовавший стрельбами контр-адмирал Леонид Головко запретил другим кораблям подходить к горящему МРК, поэтому оставшиеся в живых пытались бороться с огнём самостоятельно с помощью одних лишь огнетушителей. Основная масса моряков покинула корабль по команде, лично поданной по громкоговорящей связи Командующим Приморской флотилией контр-адмиралом Головко Л. И. Покидали корабль, прыгая в ледяную воду, температура которой составляла всего +4 °C. Опасения адмирала не подтвердились — взрывы начались уже после того, как оставшиеся в живых покинули корабль. В результате катастрофы погибло 39 человек экипажа, ещё 37 человек удалось спасти.
Все моряки, покинувшие корабль и оказавшиеся в воде, были спасены.

## Память
В бухте Улисс моряками и родственниками погибших был установлен памятник экипажу малого ракетного корабля «Муссон».
В ВМФ России ежегодно проводятся мероприятия памяти погибших членов экипажа корабля.